# Lamothe-Capdeville
Lamothe-Capdeville (okzitanisch: La Motà e Capdevila) ist eine französische Gemeinde mit 1.076 Einwohnern (Stand: 1. Januar 2022) im Département Tarn-et-Garonne in der Region Okzitanien. Die Gemeinde liegt im Arrondissement Montauban und im Kanton Quercy-Aveyron und gehört zum Kommunalverband Grand Montauban. Die Einwohner werden Motacapdevillois und Motacapdevilloises genannt.

## Geografische Lage
Lamothe-Capdeville liegt in der ehemaligen Provinz Quercy etwa sieben Kilometer nordnordöstlich vom Stadtzentrum von Montauban. Der Aveyron begrenzt die Gemeinde im Südosten. Das Gemeindegebiet gehört zum Einzugsgebiet der Garonne und wird darüber hinaus vom Ruisseau de la Tauge und verschiedenen anderen kleinen Wasserläufen entwässert.
Ein Teil des Gemeindegebiets am Aveyron gehört zum Naturschutzgebiet „Vallées du Tarn, de l’Aveyron, du Viaur, de l’Agout et du Gijou“ im Rahmen des Natura 2000-Netzwerks.
Umgeben wird Lamothe-Capdeville von den Nachbargemeinden L’Honor-de-Cos im Norden und Westen, Albias im Osten sowie Montauban im Süden.

## Einwohnerentwicklung
| Jahr      | 1962 | 1968 | 1975 | 1982 | 1990 | 1999 | 2006 | 2018  |
| --------- | ---- | ---- | ---- | ---- | ---- | ---- | ---- | ----- |
| Einwohner | 632  | 653  | 652  | 816  | 875  | 956  | 971  | 1.063 |

## Sehenswürdigkeiten

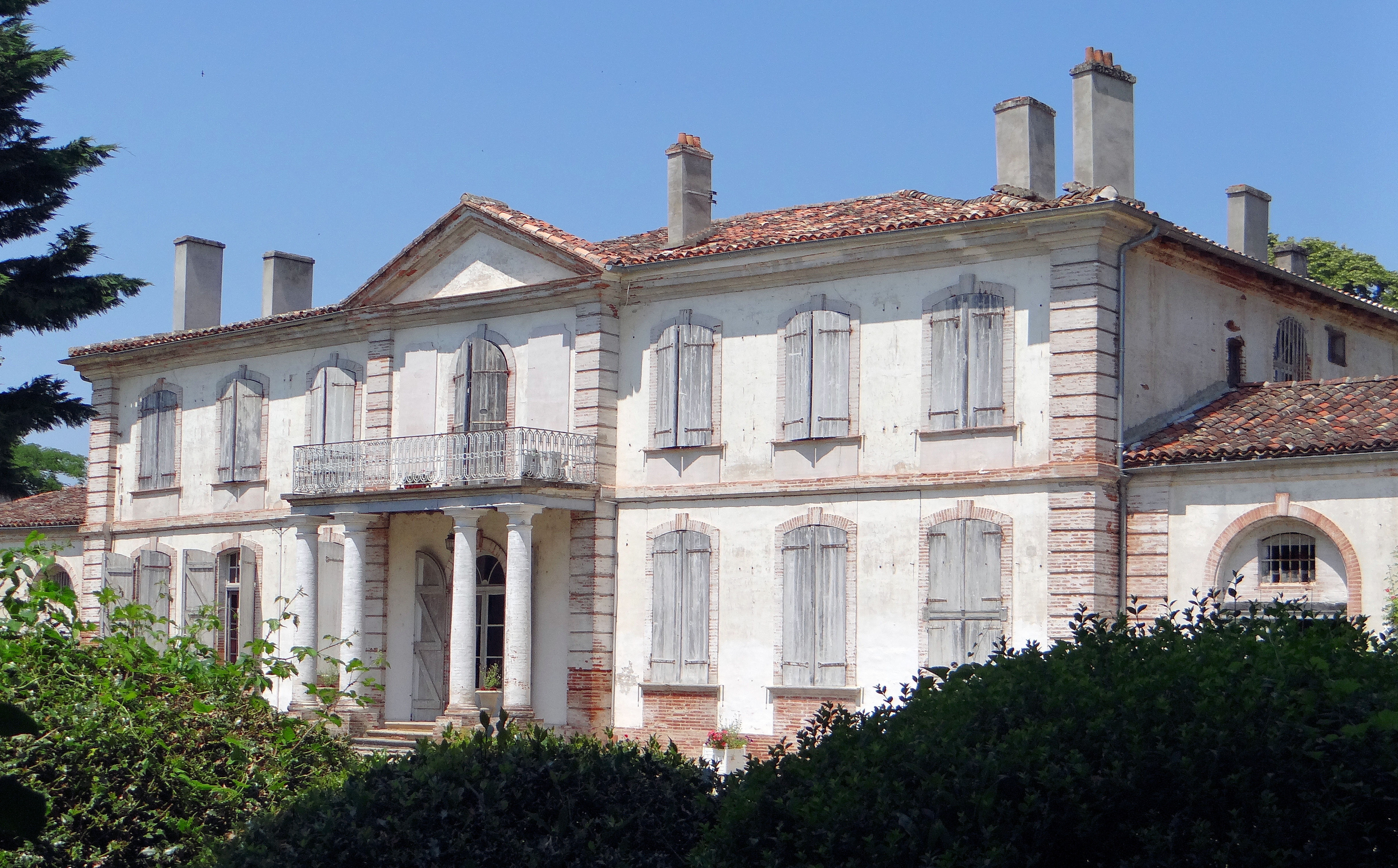
Schloss Ardus

- Das Schloss Ardus aus dem Jahr 1780 war eine Zweitresidenz, erbaut von einem Präsidenten des Cour des Aides der Generalität Montauban. Der Komplex besteht aus einem Haupthaus und zwei Flügeln, einer Attika mit Säulen und dreieckigem Giebel und Nebengebäuden auf beiden Seiten des Hauptgebäudes. In der Mitte befindet sich ein vom Vater von Jean-Auguste-Dominique Ingres dekorierter Rundsalon. Der Taubenschlag aus dieser Zeit hat eine verglaste Ziegelverkleidung. Am Ende des Parks im französischen Stil befindet sich eine Orangerie. Fassaden, Dächer und der Musiksalon mit seinem Dekor sind seit 1971 als Monument historique klassifiziert.
- Mühle Lamothe